# 542888 Confino
542888 Confino è un asteroide della fascia principale. Scoperto nel 2013, presenta un'orbita caratterizzata da un semiasse maggiore pari a 2,5120705 au e da un'eccentricità di 0,0230237, inclinata di 13,20486° rispetto all'eclittica.